# Fantan
Fantan är en ort i Armenien. Den ligger i provinsen Kotajk, i den centrala delen av landet, 28 kilometer nordost om huvudstaden Jerevan. Fantan ligger 1 801 meter över havet och antalet invånare är 1 019.
Terrängen runt Fantan är kuperad, och sluttar västerut. Runt Fantan är det ganska tätbefolkat, med 149 invånare per kvadratkilometer.. Närmaste större samhälle är Hrazdan, 13,4 kilometer nordost om Fantan. 
Trakten runt Fantan består till största delen av jordbruksmark.